# Henry Shirley (3e comte Ferrers)
Henry Shirley, 3e comte Ferrers (14 novembre 1691 - 6 août 1745), est un noble anglais.

## Biographie
Il est le neuvième fils de Robert Shirley. Ses troubles mentaux conduisent son jeune frère, Laurence, à obtenir une commission de folie contre lui. Cependant, l'état d'Henry s'améliore et il reprend le contrôle de ses domaines en octobre 1730, un an après avoir succédé à son frère Washington comme comte. Bien que suffisamment bien pour accepter les fonctions de lord-lieutenant et de Custos Rotulorum of Staffordshire en 1731, il retombe de nouveau dans la folie, bien qu'il ne soit démis de ses fonctions qu'en 1742. Il est confiné pendant les dernières années de sa vie et meurt à Kensington Gore en 1745. Son neveu Laurence Shirley (en) lui succède.